# Jerzy Suchanek (architekt)
Jerzy Suchanek (ur. 1960) – polski architekt, nauczyciel akademicki. Członek Stowarzyszenia Architektów Polskich, a od 2000 roku także Stowarzyszenia Pastelistów Polskich. Były dziekan Wydziału Architektury Politechniki Poznańskiej.

## Życiorys
Ukończył studia architektury na Politechnice Poznańskiej w 1986. Obronił rozprawę doktorską pt. "Architektoniczne problemy modernizacji i rekonstrukcji budynków kolejowych w Wielkopolsce".
W 1998 założył Pracownię Architektoniczną "Forma", której jest głównym projektantem. Wraz ze swoim zespołem zaprojektował obiekty dla handlu, banków, biur oraz instytucji użyteczności publicznej (w tym również dużych centrów handlowo- administracyjnych).
Współautor (wraz z rzeźbiarzem Robertem Sobocińskim) m.in. Pomnika Katyńskiego w Poznaniu, rekonstrukcji wszystkich stacji  Drogi Krzyżowej oraz Ogrójca, Kaplicy Serca Jezusowego i zameczku Belle Vue na Kalwarii Ujskiej.
Poza architekturą zajmuje się malarstwem i fotografią. Pejzażysta specjalizujący się w pastelu.